# Campeonato Nacional de Interligas 2009-10
El Campeonato Nacional de Interligas de la temporada 2009/10 fue la 37.ª edición del máximo evento a nivel de selecciones de fútbol de las federaciones del interior de Paraguay. En esta edición participaron 23 ligas. El torneo (etapa inter-departamental) inició el 13 de diciembre de 2009 y culminó el 7 de febrero de 2010, con la Liga Caacupeña de Deportes como campeón del certamen.

## Fases del torneo

### Etapa inter-departamental
| Fase             | Fecha                             | División                                             | Clasificación                                                                                  |
| ---------------- | --------------------------------- | ---------------------------------------------------- | ---------------------------------------------------------------------------------------------- |
| Primera fase     | 13 al 27 de diciembre, 2009       | 23 ligas divididos en 7 grupos de 3 y un grupo de 2. | El ganador del grupo de un equipo, los dos primeros del resto de los grupos y el mejor tercero |
| Octavos de Final | 3 al 10 de enero, 2010            | 16 ligas divididas en 8 llaves                       | Los ganadores de cada llave                                                                    |
| Tercera Fase     | 17 al 24 de enero, 2010           | 8 ligas divididas 2 grupos de 4.                     | Los 2 primeros de cada grupo.                                                                  |
| Fase Final       | 31 de enero al 7 de febrero, 2010 | 4 ligas en todos contra todos                        | Equipo con más puntos                                                                          |

## Ligas participantes
| Liga                                                     | Ciudad                  | Departamento     |
| -------------------------------------------------------- | ----------------------- | ---------------- |
| Liga Horqueteña de Fútbol                                | Horqueta                | Concepción       |
| Liga Deportiva de Choré                                  | Choré                   | San Pedro        |
| Liga Deportiva Yataity Corá                              | Yataity Corá            | San Pedro        |
| Liga Caacupeña de Deportes                               | Caacupé                 | Cordillera       |
| Liga Atyreña de Deportes                                 | Atyrá                   | Cordillera       |
| Liga Independencia de Fútbol                             | Independencia           | Guairá           |
| Liga Sanjosiana de Deportes                              | San José de los Arroyos | Caaguazú         |
| Liga Santarroseña de Fútbol                              | Santa Rosa del Mbutuy   | Caaguazú         |
| Liga Yuteña de Fútbol                                    | Yuty                    | Caazapá          |
| Liga Tacuary de Deportes                                 | Coronel Bogado          | Itapúa           |
| Liga Artigueña de Fútbol                                 | General Artigas         | Itapúa           |
| Liga Ignaciana de Deportes                               | San Ignacio             | Misiones         |
| Liga Pirayuense de Deportes                              | Pirayú                  | Paraguarí        |
| Liga Agrícola de Deportes                                | Ybycuí                  | Paraguarí        |
| Liga Kaarendy de Deportes                                | Kaarendy                | Alto Paraná      |
| Liga Itaugüeña de Fútbol                                 | Itauguá                 | Central          |
| Liga Iteña de Deportes                                   | Itá                     | Central          |
| Liga Alberdeña de Fútbol                                 | Alberdi                 | Ñeembucú         |
| Liga Bellavisteña de Fútbol                              | Bella Vista             | Amambay          |
| Liga Deportiva Corpus Christi                            | Corpus Christi          | Canindeyú        |
| Liga Regional Deportiva José Gaspar Rodríguez de Francia | Nanawa                  | Presidente Hayes |
| Liga Deportiva Carmelo Peralta                           | Colonia Carmelo Peralta | Alto Paraguay    |
| Liga Deportiva Boquerón                                  | Mariscal Estigarribia   | Boquerón         |

## Primera fase
Las 23 ligas fueron divididas en 7 grupos de 3 equipos y 1 grupo de 2 equipos. Esta fase se disputó por puntos a través de encuentros de una sola ronda, donde los dos mejores equipos y el mejor tercero de los grupos de 3 y el ganador del grupo de 2 clasifican a los Octavos de Final.
- Fecha 1: 13 de diciembre
- Fecha 2: 20 de diciembre
- Fecha 3: 27 de diciembre

### Grupo 1
| Equipo          | Pts | PJ | PG | PE | PP | GF | GC | DG |
| --------------- | --- | -- | -- | -- | -- | -- | -- | -- |
| Carmelo Peralta | 3   | 2  | 1  | 0  | 1  | 3  | 2  | 1  |
| Boquerón        | 3   | 2  | 1  | 0  | 1  | 2  | 3  | -1 |

#### Resultados
| Carmelo Peralta | 2–0 | Boquerón        |
| Boquerón        | 2–1 | Carmelo Peralta |

### Grupo 2
| Equipo       | Pts | PJ | PG | PE | PP | GF | GC | DG |
| ------------ | --- | -- | -- | -- | -- | -- | -- | -- |
| Choré        | 6   | 2  | 2  | 0  | 0  | 10 | 2  | 8  |
| Horqueteña   | 3   | 2  | 1  | 0  | 1  | 2  | 5  | -3 |
| Bellavisteña | 0   | 2  | 0  | 0  | 2  | 3  | 8  | -5 |

#### Resultados
| Horqueteña   | 0–4 | Choré        |
| Bellavisteña | 1–2 | Horqueteña   |
| Choré        | 6–2 | Bellavisteña |

### Grupo 3
| Equipo         | Pts | PJ | PG | PE | PP | GF | GC | DG |
| -------------- | --- | -- | -- | -- | -- | -- | -- | -- |
| Santarroseña   | 6   | 2  | 2  | 0  | 0  | 6  | 4  | 2  |
| Yataity Corá   | 3   | 2  | 1  | 0  | 1  | 9  | 6  | 3  |
| Corpus Christi | 0   | 2  | 0  | 0  | 2  | 3  | 8  | -5 |

#### Resultados
| Yataity Corá   | 3–4 | Santarroseña   |
| Corpus Christi | 2-6 | Yataity Corá   |
| Santarroseña   | 2-1 | Corpus Christi |

### Grupo 4
| Equipo        | Pts | PJ | PG | PE | PP | GF | GC | DG |
| ------------- | --- | -- | -- | -- | -- | -- | -- | -- |
| Independencia | 6   | 2  | 2  | 0  | 0  | 4  | 4  | 0  |
| Sanjosiana    | 3   | 2  | 1  | 0  | 1  | 2  | 1  | 1  |
| Atyreña       | 0   | 2  | 0  | 0  | 2  | 3  | 4  | -1 |

#### Resultados
| Sanjosiana    | 1-0       | Atyreña       |
| Atyreña       | 3(2)–3(4) | Independencia |
| Independencia | 1(5)-1(4) | Sanjosiana    |

### Grupo 5
| Equipo     | Pts | PJ | PG | PE | PP | GF | GC | DG |
| ---------- | --- | -- | -- | -- | -- | -- | -- | -- |
| Caacupeña  | 3   | 2  | 1  | 0  | 1  | 5  | 3  | 2  |
| Itaugüeña  | 3   | 2  | 1  | 0  | 1  | 3  | 3  | 0  |
| Pirayuense | 3   | 2  | 1  | 0  | 1  | 1  | 3  | -2 |

#### Resultados
| Pirayuense | 0-3 | Caacupeña  |
| Itaugüeña  | 0-1 | Pirayuense |
| Caacupeña  | 2-3 | Itaugüeña  |

### Grupo 6
| Equipo    | Pts | PJ | PG | PE | PP | GF | GC | DG |
| --------- | --- | -- | -- | -- | -- | -- | -- | -- |
| Tacuary   | 6   | 2  | 2  | 0  | 0  | 6  | 1  | 5  |
| Ignaciana | 3   | 2  | 1  | 0  | 1  | 1  | 2  | -1 |
| Yuteña    | 0   | 2  | 0  | 0  | 2  | 0  | 4  | -4 |

#### Resultados
| Ignaciana | 1-2       | Tacuary   |
| Tacuary   | 4-0       | Yuteña    |
| Yuteña    | 0(5)-0(6) | Ignaciana |

### Grupo 7
| Equipo    | Pts | PJ | PG | PE | PP | GF | GC | DG |
| --------- | --- | -- | -- | -- | -- | -- | -- | -- |
| Agrícola  | 6   | 2  | 2  | 0  | 0  | 6  | 3  | 3  |
| Artigueña | 3   | 2  | 1  | 0  | 1  | 3  | 4  | -1 |
| Kaarendy  | 0   | 2  | 0  | 0  | 2  | 1  | 3  | -2 |

#### Resultados
| Artigueña | 1-0 | Kaarendy  |
| Agrícola  | 4-2 | Artigueña |
| Kaarendy  | 1-2 | Agrícola  |

### Grupo 8
| Equipo                      | Pts | PJ | PG | PE | PP | GF | GC | DG |
| --------------------------- | --- | -- | -- | -- | -- | -- | -- | -- |
| Alberdeña                   | 6   | 2  | 2  | 0  | 0  | 6  | 2  | 4  |
| Iteña                       | 3   | 2  | 1  | 0  | 1  | 3  | 3  | 0  |
| Gaspar Rodríguez de Francia | 0   | 2  | 0  | 0  | 2  | 2  | 6  | -4 |

#### Resultados
| Gaspar Rodríguez de Francia | 2-3 | Alberdeña                   |
| Alberdeña                   | 3-0 | Iteña                       |
| Iteña                       | 3-0 | Gaspar Rodríguez de Francia |

## Octavos de Final
Las 16 ligas que clasificaron a esta fase están emparejadas en 8 llaves. En esta etapa clasificarán a la tercera fase los ganadores de cada llave.
- Ida: 3 de enero
- Vuelta: 10 de enero

| Horqueteña      | 3–0 | Carmelo Peralta |
| Carmelo Peralta | 2–2 | Horqueteña      |

- Clasificado: Horqueteña

| Yataity Corá | 2-2 | Choré        |
| Choré        | 0-0 | Yataity Corá |

- Clasificado: Choré en definición por penales (3-1)

| Independencia | 1-2 | Santarroseña  |
| Santarroseña  | 4-2 | Independencia |

- Clasificado: Santarroseña

| Itaugüeña  | 3-3 | Sanjosiana |
| Sanjosiana | 1-1 | Itaugüeña  |

- Clasificado: Sanjosiana en definición por penales (4-1)

| Ignaciana | 1-2 | Caacupeña |
| Caacupeña | 2-2 | Ignaciana |

- Clasificado: Caacupeña

| Artigueña | 0-1 | Tacuary   |
| Tacuary   | 3-1 | Artigueña |

- Clasificado: Tacuary

| Iteña    | 1-1 | Agrícola |
| Agrícola | 1-1 | Iteña    |

- Clasificado: Agrícola en definición por penales (5-3)

| Pirayuense | 7-0 | Alberdeña  |
| Alberdeña  | 0-0 | Pirayuense |

- Clasificado: Pirayuense

## Tercera Fase
Las 8 ligas fueron divididas en 2 grupos de 4 equipos. Esta fase se disputó por puntos a través de encuentros de una sola ronda, donde los dos mejores equipos ubicados de cada grupo, clasificaron a la fase final.
- Fecha 1: 17 de enero
- Fecha 2: 20 de enero
- Fecha 3: 24 de enero

### Grupo A
| Equipo       | Pts | PJ | PG | PE | PP | GF | GC | DG |
| ------------ | --- | -- | -- | -- | -- | -- | -- | -- |
| Santarroseña | 5   | 3  | 1  | 2  | 0  | 5  | 3  | 2  |
| Sanjosiana   | 4   | 3  | 1  | 1  | 1  | 4  | 2  | 2  |
| Choré        | 4   | 3  | 1  | 1  | 1  | 4  | 6  | -2 |
| Horqueteña   | 3   | 3  | 1  | 0  | 2  | 4  | 6  | -2 |

#### Resultados
| Choré        | 1-1 | Santarroseña |
| Horqueteña   | 1-0 | Sanjosiana   |
| Santarroseña | 1-1 | Sanjosiana   |
| Choré        | 3-2 | Horqueteña   |
| Santarroseña | 3-1 | Horqueteña   |
| Sanjosiana   | 3-0 | Choré        |

### Grupo B
| Equipo     | Pts | PJ | PG | PE | PP | GF | GC | DG |
| ---------- | --- | -- | -- | -- | -- | -- | -- | -- |
| Caacupeña  | 7   | 3  | 2  | 1  | 0  | 8  | 3  | 5  |
| Agrícola   | 5   | 3  | 1  | 2  | 0  | 4  | 2  | 2  |
| Pirayuense | 4   | 3  | 1  | 1  | 1  | 3  | 6  | -3 |
| Tacuary    | 1   | 3  | 0  | 1  | 2  | 4  | 7  | -3 |

#### Resultados
| Caacupeña  | 2-0 | Tacuary    |
| Agrícola   | 1-0 | Pirayuense |
| Caacupeña  | 2-2 | Agrícola   |
| Tacuary    | 1-2 | Pirayuense |
| Tacuary    | 3-3 | Agrícola   |
| Pirayuense | 1-4 | Caacupeña  |

## Fase Final
Las 4 ligas jugarán entre sí. Esta fase se disputó por puntos a través de encuentros de una sola ronda, donde el equipo mejor ubicado se consagrará campeón del certamen.
- Fecha 1: 31 de enero
- Fecha 2: 3 de febrero
- Fecha 3: 7 de febrero

### Fase Final
| Equipo       | Pts | PJ | PG | PE | PP | GF | GC | DG |
| ------------ | --- | -- | -- | -- | -- | -- | -- | -- |
| Caacupeña    | 5   | 3  | 1  | 2  | 0  | 4  | 1  | 3  |
| Agrícola     | 5   | 3  | 1  | 2  | 0  | 5  | 4  | 1  |
| Santarroseña | 5   | 3  | 1  | 2  | 0  | 4  | 3  | 1  |
| Sanjosiana   | 0   | 3  | 0  | 0  | 3  | 4  | 9  | -5 |

#### Resultados
| Santarroseña | 1-1 | Agrícola     |
| Sanjosiana   | 0-3 | Caacupeña    |
| Santarroseña | 2-1 | Sanjosiana   |
| Caacupeña    | 0-0 | Agrícola     |
| Agrícola     | 4-3 | Sanjosiana   |
| Caacupeña    | 1-1 | Santarroseña |

|                                                |
| Campeón Liga Caacupeña de Deportes 1.er título |